# Erora biblia
Erora biblia is een vlinder uit de familie van de Lycaenidae. De wetenschappelijke naam van de soort werd als Thecla biblia in 1868 gepubliceerd door William Chapman Hewitson.

## Synoniemen
- Thecla oleris Druce, 1907